# 鲩球孢虫
鲩球孢虫（学名：Sphaerospora ctenopharyngodoni）为球孢科球孢虫属的动物。在中国，分布于广东等，营寄生生活，寄生在鲩的鳃。